# Matsuhashi Shota
Shota Matsuhashi (松橋 章太 (Tùng-Kiều Chương-Thái) Matsuhashi Shota, sinh ngày 3 tháng 8 năm 1982) là một cầu thủ bóng đá người Nhật Bản.

## Sự nghiệp câu lạc bộ
Shota Matsuhashi đã từng chơi cho Oita Trinita, Vissel Kobe, Roasso Kumamoto và V-Varen Nagasaki.